# Oltina
Oltina là một xã ở hạt Constanţa, România.
Xã này có 4 làng:
- Oltina
- Răzoarele
- Satu Nou
- Strunga (tên lịch sử: Câşla (tiếng Thổ Nhĩ Kỳ:Kışla)